# Esteban Gutkeled

Escudo de Armas de la familia Gutkeled

Esteban Gutkeled (en húngaro:Gutkeled István) (? – 1260) Ban de Eslavonia, uno de los nobles oligarcas más importantes de su época. Padre del muy influyente noble oligarca Joaquín Gutkeled.

## Biografía
Esteban era hijo de Dragun Gutkeled, sobrino de Apaj Gutkeled Ban de Eslavonia (1235-1239) y de Nicolás Gutkeled, jefe de la cámara de la corte húngara y posteriormente también Ban de Eslavonia (1239-1241), todos ganando gran influencia bajo el reinado de Bela IV de Hungría. 
Esteban se crio en la corte real húngara y posteriormente sirvió en la corte de Eslavonia al príncipe real húngaro Colomán, hijo de Andrés II de Hungría. En 1241 Esteban Gutkeled tomó parte en la batalla de Mohi contra los tártaros asistiendo al rey húngaro, y tras la derrota escoltó al monarca de Hungría hasta la isla de Trogir, donde se refugió hasta que los mongoles abandonaron el país.
En 1242 fue nombrado maestro de caballerizas del reino, en 1245 fue juez nacional, entre 1245 y 1246, fue Nádor de Hungría y Ban de Eslavonia hasta su muerte en 1260. Luego de la invasión tártara, el rey Bela IV comenzó la reconstrucción del devastado reino, refundando el Estado húngaro, proceso bajo el cual Esteban Gutkeled se convirtió en una de las figuras más importantes de dicha empresa. En particular Esteban se centró en la reconstrucción del banato de Eslavonia (el cual en esa época englobaba a Croacia y a Dalmacia en un solo Estado), y construyó nuevas fortalezas, convirtiéndose en el primer noble que construyó fortalezas por sí mismo en Hungría (anteriormente las fortalezas eran fundadas por el rey).
En 1258 los nobles de Estiria se alzaron contra el poder húngaro, pero el rey Bela IV los derrotó, y colocó a su hijo el príncipe real Esteban como duque de Estiria, permaneciendo junto a él Esteban Gutkeled, como su capitán. Sin embargo Otakar II de Bohemia deseaba apropiarse de esos territorios, y exitosamente consiguió obtener el apoyo de los nobles locales expulsando al príncipe real Esteban y a Esteban Gutkeled de Estiria.
Esteban Gutkeled falleció al poco tiempo en 1260, legándole a sus hijos sus enormes territorios, de los cuales Joaquín Gutkeled se volvió el más poderoso de todos los oligarcas del reino.
Esteban Gutkeled es recordado en un documento real de 1248 de Bela IV como «el hombre digno de nuestros corazones —quien— no es un destructor, sino constructor, no es un derrochador, sino recolector, tampoco un devastador, sino un gran protector por su gran lealtad, sabiduría».